# Le Huguenot récalcitrant
Le Huguenot récalcitrant est un téléfilm français de Jean L'Hôte, diffusé pour la première fois le 14 juin 1969 sur la deuxième chaîne couleur de l'ORTF.

## Résumé
À la suite de la révocation de l'édit de Nantes en 1685, le roi Louis XIV déclenche les dragonnades, durant lesquelles les dragons sont envoyés aux quatre coins du royaume afin de réprimer les dernières communautés protestantes, notamment dans les Cévennes où ces dernières sont particulièrement actives (les camisards).
Jérémie Boutre, sous-officier à la tête d'un peloton, arrive dans un village cévenol. Peu à peu, des phénomènes étranges se manifestent autour d'eux. Tout d'abord, chaque soir à la nuit tombée, un homme entonne le « chant de guerre des huguenots », le Psaume 68 (ou « Psaume des Batailles »). Les dragons s'évertuent à localiser le chanteur invisible, arrêtent des habitants au hasard, jouent du tambour pour couvrir la voix ; ils en sortent épuisés et ridicules. Boutre qui pensait pouvoir partir à la retraite, devient amer, son équilibre vacille : il croit voir des anges danser dans les montagnes, se prend lui-même pour l'un d'eux.
Un jour enfin, Boutre découvre que le « provocateur » s'appelle Cabries, un huguenot insoumis vivant en ermite au sommet d'un piton rocheux dominant le village, où il est presque indécelable et surtout inaccessible. Incapable de l'en faire descendre, Boutre doit se résoudre à voir arriver un canon chargé de réduire au silence le fâcheux. Ce détachement d'artillerie est commandé par un noblaillon hautain, contre lequel Boutre finit par prendre silencieusement le parti du huguenot.
Le canon mal commandé, dévaste le village avant d'enfin toucher la guérite du huguenot, qui n'en est nullement affecté. Boutre craque alors : il provoque son supérieur en duel et se fait tuer. L'officier exultant et échauffé par ses échecs commet ensuite l'erreur de presser ses hommes, le fût n'est pas bien nettoyé, la poudre mal bourrée prend feu : tous sont tués dans l'explosion qui suit.
Tandis que le curé prononce l'oraison funèbre sur les corps, le huguenot victorieux reprend son psaume perpétuel.

## Fiche technique
- Réalisation : Jean L'Hôte
- Scénario : Jean L'Hôte
- Photographie : Jean-Georges Fontenelle
- Musique: Pierre Poulteau
- Costumes: Gisèle Tanalias
- Maître d'armes : André Gardère

## Distribution
- Jacques Dufilho : le maréchal des logis chef Jérémie Boutre
- André Dumas : Cabries (doublé par Gérard Serkoyan)
- Marc Dudicourt : le curé
- Jean Barrez : Lezin
- Jean Luisi : Louis
- Bernard Tiphaine : le notaire
- Pierre Duncan : l'homme aux cochons
- Mag-Avril : Marie
- Olivia Poli : la femme de Boutre, dans le rêve
- Marius Pellequer : le pêcheur
- Luce Stebenne : la femme éplorée
- Bernard Gauthier : le capitaine
- Marie-Christine Auferil: la sirène
- Max Darrière : le planton
- Georges Fontane : l'homme aux anges
- Jean Labbé

## Tournage
Le film fut tourné à Sainte-Enimie en Lozère.
Le « psaume des Batailles » est chanté à capella par l'artiste lyrique Gérard Serkoyan.
Le film est entrecoupé de séquences explicatives relatant le contexte de l'époque dont le texte est lu par Édouard Guibert.